# Greene County, Mississippi
Greene County är ett administrativt område i delstaten Mississippi, USA, med 14 400 invånare. Countyt har fått sitt namn efter Nathanael Greene. Den administrativa huvudorten (county seat) är Leakesville. 

## Geografi
Enligt United States Census Bureau har countyt en total area på 1 861 km². 1 846 km² av den arean är land och 15 km² är vatten. 

### Angränsande countyn
- Wayne County - nord
- Washington County, Alabama - nordost
- Mobile County, Alabama - sydost
- George County - syd
- Perry County - väst